# Camillo Bozzolo
Pour les articles homonymes, voir Bozzolo (homonymie).
Camillo Bozzolo, né à Milan le 30 mai 1845 et mort à Turin le 28 février 1920, est un médecin et homme politique italien.

## Biographie
En 1866, il combat avec Garibaldi dans le Trentin et en 1870 à Dijon lorsque celui-ci devient commandant de l'armée des Vosges.
En 1868, il obtient son doctorat de médecine de l'université de Pavie et poursuit ses études en Autriche et en Allemagne dans les laboratoires de Johann von Oppolzer (en) (1808-1871), Ludwig Traube (1818-1876) et Rudolf Virchow (1821-1902).
Il est ensuite pathologiste assistant de Giulio Bizzozero (1846-1901) à Turin et, en 1883, professeur et directeur de la clinique médicale de Turin.
En 1910, il est nommé sénateur par le roi Victor-Emmanuel III.

## Travaux
Avec Edoardo Perroncito (1847-1936) et Luigi Pagliani (it) (1847-1931), il découvrit que l'ankylostome (Ancylostoma duodenale) était la cause de l'anémie qui affectait les ouvriers lors de construction du tunnel ferroviaire du Saint-Gothard : ils ont démontré que la transmission de l'ankylostome était liée au fait que les ouvriers avaient de très mauvaises conditions d'hygiène dans les 15 km de tunnel. De plus, Camillo Bozzolo a introduit le thymol comme traitement de l'ankylostomose.
Il a décrit le myélome multiple appelé aussi « maladie de Kahler-Bozzolo » ou « maladie de Kahler ».

## Publications
- Le splenomegalie primitive en collaboration avec Ferdinando Micheli (it) (1872-1937), Turin, 1910.
- L’anchilostomiasi e l’anemia che ne conseguita (anchilostomanemia), Giornale internazionale delle scienze mediche, Naples, 1879, no 1, p. 1054-1069, p. 1245-1253.
- L'anemia al traforo del Gottardo dal punto di vista igienico e clinico. Milan, 1880.

## Distinctions et hommages
- Grand officier de l'ordre des Saints-Maurice-et-Lazare
- Grand officier de l'ordre de la Couronne d'Italie
- À Turin, une place porte son nom : Piazza Camillo Bozzolo